# Julia thecaphora
Julia thecaphora is een slakkensoort uit de familie van de Juliidae. De wetenschappelijke naam van de soort is voor het eerst geldig gepubliceerd in 1857 door Carpenter.